# 프로그래밍 (음악)
프로그래밍은 음악 프로덕션 및 연주의 한 형태로, 시퀀서 및 뮤직 워크스테이션과 같은 전자 악기 및 컴퓨터 소프트웨어 또는 하드웨어 신시사이저, 샘플러 및 시퀀서를 사용하여 악기 소리를 생성한다. 이러한 음악 소리는 음악 코딩 언어를 사용하여 생성된다. 다양한 복잡성을 가진 많은 음악 코딩 언어가 있다. 음악 프로그래밍은 전 세계 여러 지역의 현대 팝 음악 및 록 음악에서 자주 사용되며, 때로는 재즈 및 현대 클래식 음악에서도 사용된다. 1950년대에 인기를 얻었으며 그 이후로 계속해서 발전하고 있다.
음악 프로그래밍은 음악가가 소리 또는 "패치"를 생성하거나(처음부터 만들거나 신시사이저/샘플러의 도움을 받아서), 또는 시퀀서를 사용하여 노래를 편곡하는 과정이다.

## 코딩 언어
음악 코딩 언어는 전자 장치가 악기 소리를 내도록 프로그래밍하는 데 사용된다. 각 코딩 언어는 자체적인 난이도와 기능을 가지고 있다.

### Alda
음악 코딩 언어 Alda는 음악 코딩에 대한 튜토리얼을 제공하며, "프로그래밍 방법을 모르는 음악가뿐만 아니라 음악 방법을 모르는 프로그래머를 위해 설계되었다." 웹사이트에는 웹사이트 방문자를 위한 설치, 튜토리얼, 치트 시트, 문서 및 커뮤니티 링크도 있다.

### LC
LC 컴퓨터 음악 프로그래밍 언어는 더 경험이 많은 코더를 위한 더 복잡한 컴퓨터 음악 프로그래밍 언어이다. 이 언어와 다른 음악 코딩 언어의 차이점 중 하나는 "기존의 유닛 생성기 언어와 달리 LC는 마이크로사운드 합성 관련 조작을 직접적으로 나타낼 수 있는 라이브러리 함수와 메서드뿐만 아니라 객체도 제공한다."

## 역사와 발전
음악 프로그래밍은 다양한 프로그램과 언어의 개발로 이어지는 광범위한 발전 역사를 가지고 있다. 각 개발은 더 많은 기능과 유용성을 제공하며, 각 10년은 특정 프로그램이나 장비를 선호하는 경향이 있다.

### MUSIC-N
최초의 디지털 신시사이저 제품군인 컴퓨터 프로그램 및 언어는 맥 매튜스가 만든 MUSIC-N이다. 이 프로그램들의 개발은 더 많은 유연성과 유용성을 허용했으며, 결국 완전한 언어로 발전하게 되었다. 맥 매튜스가 만든 MUSIC I, MUSIC II, MUSIC III와 같은 프로그램들이 개발되면서 MUSIC II의 테이블-룩업 오실레이터와 MUSIC III의 유닛 생성기와 같은 새로운 기술이 통합되었다. 음악 프로그래밍 소프트웨어의 빌딩 블록 역할을 한 유닛 생성기, "컴퓨터에서 무제한의 사운드 합성 구조를 생성"할 수 있게 한 음향 컴파일러와 같은 획기적인 기술은 음악 프로그래밍 시스템의 복잡성과 진화를 더욱 발전시켰다.

### 드럼 머신
1950년대경, 전기 리듬 머신이 대중음악에 등장하기 시작했다. 이 기계들은 많은 아티스트들 사이에서 큰 인기를 얻었는데, 그들은 이를 통해 타악기 소리를 더 쉽고 효율적인 방식으로 만들 수 있다고 보았다. 이러한 종류의 기술을 사용한 아티스트로는 J. J. 케일, 슬라이 스톤, 필 콜린스, 마빈 게이, 그리고 프린스 등이 있다. 1950년대부터 1970년대까지 인기를 끌었던 드럼 머신으로는 사이드 맨, 에이스 톤의 리듬 에이스, 코르그의 돈카매틱, 마에스트로의 리듬 킹 등이 있었다. 1979년, 기타리스트 로저 린이 LM-1 드럼 머신 컴퓨터를 출시했는데, 이는 아티스트들이 사실적인 드럼 사운드를 얻을 수 있도록 돕는 것을 목표로 했다. 이 드럼 머신에는 큰북, 작은북, 하이햇, 카바사, 탬버린, 두 개의 톰톰, 두 개의 콩가, 카우벨, 클라베, 박수의 여덟 가지 드럼 사운드가 있었다. 각 소리는 개별적으로 녹음될 수 있었고, 소리의 높은 진동수 (28kHz) 덕분에 실제처럼 들렸다. LM-1을 사용한 주목할 만한 아티스트로는 피터 가브리엘, 스티비 원더, 마이클 잭슨, 그리고 마돈나가 있다. 이러한 발전은 미래의 수십 년 동안 계속되어 테레민, 해먼드 오르간, 일렉 기타, 신시사이저, 그리고 디지털 샘플러와 같은 새로운 전자 악기의 창조로 이어졌다. 축음기, 테이프 레코더, 콤팩트 디스크와 같은 다른 기술들은 아티스트들이 라이브 음악가의 도움 없이도 소리를 만들고 생산할 수 있게 했다.

### 1980년대의 음악 프로그래밍
1980년대의 음악 프로그래밍 혁신은 이 음악 스타일에 많은 새롭고 독특한 사운드를 가져왔다. 이 시기의 인기 있는 음악 사운드는 게이티드 리버브, 신시사이저, 1980년대 사운드의 드럼 머신, 보컬 잔향, 딜레이, 하모니제이션, 마스터 버스 믹스 다운 및 테이프였다. 이 시기에 음악 프로그래밍이 등장하기 시작하면서 논란을 불러일으켰다. 많은 아티스트들이 이 기술에 더 많이 적응했고, 음악이 만들어지고 녹음되는 전통적인 방식이 변하기 시작했다. 예를 들어, 많은 아티스트들이 라이브 드럼 연주자를 녹음하는 대신 프로그래밍으로 비트를 녹음하기 시작했다.

### 2000년대 초반의 음악 프로그래밍
오늘날 음악 프로그래밍은 매우 흔하며, 아티스트들은 컴퓨터 소프트웨어를 사용하여 음악을 제작하고 실제로 악기를 사용하지 않는다. 이러한 다양한 프로그램은 디지털 오디오 워크스테이션 (DAW)이라고 불리며, 음악 파일을 편집, 녹음, 믹싱하는 데 사용된다. 대부분의 DAW 프로그램은 MIDI 기술을 사용하며, 이는 음악 제작 소프트웨어가 전자 악기, 컴퓨터 및 기타 관련 장치 간의 통신을 수행할 수 있도록 한다. 대부분의 DAW는 동일한 기능을 수행하고 동일한 작업을 수행하지만, 일부는 전문 지식이 덜 필요하고 초보자가 작동하기에 더 쉽다. 이러한 프로그램은 개인용 컴퓨터에서 실행할 수 있다. 인기 있는 DAW는 다음과 같다: FL 스튜디오, 아비드 테크놀로지 프로 툴스, 애플 로직 프로 X, 매직스 Acid Pro, 에이블톤 라이브, 프레소누스 스튜디오 원, 매직스 샘플리튜드 프로 X, Cockos 리퍼, 프로펠러헤드 리즌, Steinberg Cubase Pro, 개러지밴드, 그리고 Bitwig Studio.

## 장비
- 기술: 디지털 오디오 워크스테이션, 드럼 머신, 그루브박스, 샘플러, 시퀀서, 신시사이저 및 MIDI